# Football Club de Sion 2000-2001
Questa voce raccoglie le informazioni riguardanti il Football Club de Sion nelle competizioni ufficiali della stagione 2000-2001.

## Stagione
Nella stagione 2000-2001 il Sion, allenato da Henri Stambouli, concluse il campionato di Lega Nazionale A al 7º posto. Il Sion concluse il girone di play-off al 7º posto.

## Rosa
| N. |                     | Ruolo | Calciatore              |
| -- | ------------------- | ----- | ----------------------- |
| 1  | Svizzera (bandiera) | P     | Fabrice Borer           |
| 18 | Svizzera (bandiera) | P     | Nicolas Beney           |
| 6  | Camerun (bandiera)  | D     | Armand Deumi            |
| 7  | Serbia (bandiera)   | D     | Dusko Djurisic          |
| 3  | Svizzera (bandiera) | D     | Grégory Duruz           |
| 19 | Camerun (bandiera)  | D     | Eugène Ekobo            |
| 5  | Svizzera (bandiera) | D     | Stéphane Grichting      |
| 21 | Svizzera (bandiera) | D     | Marc Hottiger           |
| 12 | Francia (bandiera)  | D     | Anthony Sirufo          |
| 20 | Camerun (bandiera)  | D     | Jean-Pierre Tcheutchoua |
| 4  | Belgio (bandiera)   | D     | Furo Yenemi             |
| 2  | Svizzera (bandiera) | C     | Fabrice Bridy           |
| 15 | Svizzera (bandiera) | C     | Raphaël Darbellay       |

| N. |                         | Ruolo | Calciatore        |
| -- | ----------------------- | ----- | ----------------- |
| 23 | Etiopia (bandiera)      | C     | Demssie Kenedy    |
| 28 | Svizzera (bandiera)     | C     | Johan Luyet       |
| 24 | Italia (bandiera)       | C     | Marco Malgioglio  |
| 13 | Svizzera (bandiera)     | C     | Nicolas Marazzi   |
| 26 | Italia (bandiera)       | C     | Dino Perdichizzi  |
| 8  | Svizzera (bandiera)     | C     | Blaise Piffaretti |
| 10 | Francia (bandiera)      | C     | Franck Renou      |
| 16 | Svizzera (bandiera)     | C     | David Vernaz      |
| 11 | Svizzera (bandiera)     | A     | Eric Baubonne     |
| 14 | RD del Congo (bandiera) | A     | Mobulu M'Futi     |
| 22 | Camerun (bandiera)      | A     | Samuel Ojong      |
| 9  | Francia (bandiera)      | A     | Julien Poueys     |

## Organigramma societario
Area tecnica
- Allenatore: Henri Stambouli
- Allenatore in seconda:
- Preparatore dei portieri:
- Preparatori atletici:

## Calciomercato

### Sessione estiva
| Acquisti | Acquisti | Acquisti | Acquisti |
| R.       | Nome     | da       | Modalità |
| -------- | -------- | -------- | -------- |

| Cessioni | Cessioni | Cessioni | Cessioni |
| R.       | Nome     | a        | Modalità |
| -------- | -------- | -------- | -------- |

### Sessione invernale
| Acquisti | Acquisti | Acquisti | Acquisti |
| R.       | Nome     | da       | Modalità |
| -------- | -------- | -------- | -------- |

| Cessioni | Cessioni | Cessioni | Cessioni |
| R.       | Nome     | a        | Modalità |
| -------- | -------- | -------- | -------- |

## Risultati

### Lega Nazionale A

#### andata
| Arbitro: | Meier |

|                            |           |             |
| Tchouga 11’, 61’, 66’, 76’ | Marcatori | 56’ Fayolle |

| Arbitro: | Schluchter |

|             |           |  |
| Enílton 24’ | Marcatori |  |

| Arbitro: | Rogalla |

|  |           |          |
|  | Marcatori | 2’ Renou |

| Arbitro: | Leuba |

|             |           |  |
| Enílton 27’ | Marcatori |  |

| Lugano 5 agosto 2000, ore 19:30 CEST 5ª giornata | Lugano    | 0 – 0 referto | Sion | Stadio di Cornaredo (5 800 spett.)\| Arbitro: \| Circhetta \| |
| Arbitro:                                         | Circhetta |               |      |                                                               |

| Arbitro: | Bertolini |

|  |           |           |
|  | Marcatori | 9’ Ivanov |

| Arbitro: | Hänsel |

|                           |           |               |
| Amoah 5’, 23’ Zwyssig 26’ | Marcatori | 8’ Piffaretti |

| Arbitro: | Beck |

|                              |           |                                    |
| Sarni 5’ Renou 35’ Ojong 41’ | Marcatori | 13’ Kavelashvili 44’, 84’ Bartlett |

| Arbitro: | Wildhaber |

|                         |           |              |
| Thiaw 16’, 53’ Puce 74’ | Marcatori | 38’, 60’ Tum |

| Arbitro: | Busacca |

|                                   |           |             |
| N'Kufo 26’, 55’ (rig.) Selimi 61’ | Marcatori | 58’ Delgado |

| Arbitro: | Rutz |

|                         |           |            |
| Renou 85’ Grichting 88’ | Marcatori | 65’ Camara |

#### ritorno
| Arbitro: | Rogalla |

|                    |           |           |
| Enílton 82’ (rig.) | Marcatori | 70’ Savić |

| Arbitro: | Beck |

|                                                                |           |  |
| Yakın 2’ Cabanas 31’ Schwegler 47’ Chapuisat 50’ Melunovic 86’ | Marcatori |  |

| Sion 24 ottobre 2000, ore 19:00 CEST 14ª giornata | Sion | 0 – 0 referto | Yverdon | Stade Tourbillon (5 600 spett.)\| Arbitro: \| Salm \| |
| Arbitro:                                          | Salm |               |         |                                                       |

| Arbitro: | Meßner |

|  |           |           |
|  | Marcatori | 45’ Bridy |

| Arbitro: | Schoch |

|                                        |           |                      |
| Biaggi 24’ (aut.) Tum 50’ Baubonne 79’ | Marcatori | 13’ Rossi 21’ Gaspoz |

| Arbitro: | Leuba |

|           |           |              |
| Bader 34’ | Marcatori | 90’ Hottiger |

| Arbitro: | Bertolini |

|              |           |               |
| Tum 78’, 87’ | Marcatori | 90’ Zellweger |

| Arbitro: | Schluchter |

|                  |           |                               |
| Kavelashvili 75’ | Marcatori | 38’ Enílton 80’ Sarni 90’ Tum |

| Arbitro: | Wildhaber |

|  |           |           |
|  | Marcatori | 35’ Meyer |

| Arbitro: | Nobs |

|                              |           |  |
| Renou 38’, 82’ Grichting 57’ | Marcatori |  |

| Arbitro: | Golay |

|           |           |  |
| Geijo 87’ | Marcatori |  |

### Play-off

#### andata
| Arbitro: | Rogalla |

|                |           |              |
| Türkyılmaz 45’ | Marcatori | 40’ Baubonne |

| Arbitro: | Meier |

|                       |           |           |
| Kuźba 41’ (rig.), 45’ | Marcatori | 62’ Deumi |

| Arbitro: | Leuba |

|                      |           |  |
| Poueys 8’ M'Futi 44’ | Marcatori |  |

| Arbitro: | Nobs |

|           |           |            |
| Poueys 4’ | Marcatori | 63’ Thurre |

| Arbitro: | Nobs |

|                             |           |           |
| Deumi 14’ Poueys 76’ (rig.) | Marcatori | 90’ Nixon |

| Arbitro: | Petignat |

|                      |           |            |
| Tchouga 8’ Yakın 76’ | Marcatori | 90’ Sirufo |

| Arbitro: | Wildhaber |

|                                   |           |            |
| Bühlmann 29’ Akalé 88’ Chihab 90’ | Marcatori | 81’ Sirufo |

#### ritorno
| Arbitro: | Busacca |

|            |           |                 |
| Sirufo 29’ | Marcatori | 9’ Kavelashvili |

| Arbitro: | Meier |

|  |           |           |
|  | Marcatori | 40’ Yakın |

| Arbitro: | Rogalla |

|                                              |           |              |
| Gane 27’ Zellweger 29’ Alves 37’ Contini 80’ | Marcatori | 15’ Baubonne |

| Arbitro: | Schoch |

|                           |           |                 |
| Oruma 52’ Wolf 58’ (rig.) | Marcatori | 37’, 83’ Poueys |

| Arbitro: | Petignat |

|            |           |  |
| Yenemi 82’ | Marcatori |  |

| Arbitro: | Rutz |

|                               |           |  |
| Chapuisat 20’, 68’ Berner 48’ | Marcatori |  |

| Arbitro: | Beck |

|                                |           |           |
| Darbellay 6’ Vernaz 22’ (rig.) | Marcatori | 51’ Rossi |

## Statistiche

### Statistiche di squadra
| Competizione     | Punti | In casa | In casa | In casa | In casa | In casa | In casa | In trasferta | In trasferta | In trasferta | In trasferta | In trasferta | In trasferta | Totale | Totale | Totale | Totale | Totale | Totale | DR  |
| Competizione     | Punti | G       | V       | N       | P       | Gf      | Gs      | G            | V            | N            | P            | Gf           | Gs           | G      | V      | N      | P      | Gf     | Gs     | DR  |
| ---------------- | ----- | ------- | ------- | ------- | ------- | ------- | ------- | ------------ | ------------ | ------------ | ------------ | ------------ | ------------ | ------ | ------ | ------ | ------ | ------ | ------ | --- |
| Lega Nazionale A | 32    | 11      | 6       | 3       | 2       | 16      | 10      | 11           | 3            | 2            | 6            | 11           | 21           | 22     | 9      | 5      | 8      | 27     | 31     | -4  |
| Play-off         | -     | 7       | 4       | 2       | 1       | 9       | 5       | 7            | 0            | 2            | 5            | 7            | 17           | 14     | 4      | 4      | 6      | 16     | 22     | -6  |
| Totale           | 32    | 18      | 10      | 5       | 3       | 25      | 15      | 18           | 3            | 4            | 11           | 18           | 38           | 36     | 13     | 9      | 14     | 43     | 53     | -10 |

### Andamento in campionato
| Giornata  | 1  | 2 | 3 | 4 | 5 | 6 | 7 | 8 | 9 | 10 | 11 | 12 | 13 | 14 | 15 | 16 | 17 | 18 | 19 | 20 | 21 | 22 |
| --------- | -- | - | - | - | - | - | - | - | - | -- | -- | -- | -- | -- | -- | -- | -- | -- | -- | -- | -- | -- |
| Luogo     | T  | C | T | C | T | C | T | C | T | T  | C  | C  | T  | C  | T  | C  | T  | C  | T  | C  | C  | T  |
| Risultato | P  | V | V | V | N | P | P | N | P | P  | V  | N  | P  | N  | V  | V  | N  | V  | V  | P  | V  | P  |
| Posizione | 11 | 9 | 6 | 4 | 3 | 5 | 6 | 6 | 7 | 9  | 7  | 8  | 8  | 8  | 7  | 6  | 7  | 6  | 5  | 7  | 6  | 7  |

Legenda:

Luogo: C = Casa; T = Trasferta. Risultato: V = Vittoria; N = Pareggio; P = Sconfitta.

### Statistiche dei giocatori
| E. Baubonne    | 18 | 1 | 2 | 0 |
| N. Beney       | 0  | 0 | 0 | 0 |
| F. Borer       | 22 | 0 | 2 | 0 |
| F. Bridy       | 17 | 1 | 2 | 0 |
| R. Darbellay   | 15 | 0 | 1 | 0 |
| J. Delgado     | 4  | 1 | 0 | 0 |
| A. Deumi       | 14 | 0 | 2 | 0 |
| D. Djurisic    | 0  | 0 | 0 | 0 |
| G. Duruz       | 17 | 0 | 4 | 2 |
| E. Ekobo       | 9  | 0 | 0 | 0 |
| E. Enílton     | 14 | 4 | 6 | 0 |
| B. Fayolle     | 13 | 1 | 4 | 1 |
| S. Grichting   | 17 | 2 | 4 | 0 |
| M. Hottiger    | 21 | 1 | 3 | 0 |
| D. Kenedy      | 3  | 0 | 1 | 0 |
| J. Luyet       | 2  | 0 | 0 | 0 |
| M. M'Futi      | 13 | 0 | 0 | 1 |
| M. Malgioglio  | 0  | 0 | 0 | 0 |
| N. Marazzi     | 12 | 0 | 1 | 0 |
| S. Ojong       | 12 | 1 | 2 | 0 |
| D. Perdichizzi | 0  | 0 | 0 | 0 |
| B. Piffaretti  | 20 | 1 | 4 | 0 |
| J. Poueys      | 0  | 0 | 0 | 0 |
| F. Renou       | 17 | 5 | 3 | 0 |
| S. Sarni       | 16 | 2 | 1 | 1 |
| A. Sirufo      | 5  | 0 | 2 | 0 |
| J. Tcheutchoua | 0  | 0 | 0 | 0 |
| H. Tum         | 19 | 6 | 2 | 0 |
| D. Vernaz      | 3  | 0 | 0 | 0 |
| F. Yenemi      | 0  | 0 | 0 | 0 |